# Shendzhi
Shendzhi (en ruso: Шенджий; en adigué: Щынджый, Shyndzhi) es un aúl del raión de Tajtamukái en la república de Adiguesia de Rusia. Está situado 17 km al sur de Krasnodar, capital del vecino krai y 85 km al noroeste de Maikop, la capital de la república. Tenía 2 000 habitantes en 2010.
Es centro administrativo del municipio homónimo, al que pertenecen asimismo Novomoguiliovski, Staromoguiliovski y Krasnoarmeiski.

## Historia
Según las excavaciones de los arqueólogos los primeros colonos llegaron hacia los siglos IX y X. El aul fue fundado en 1860. El 27 de marzo de 1918 las tropas antibolcheviques del Kubán de Víktor Pokrovski se unieron al Ejército de Voluntarios de Lavr Kornilov cerca de la localidad.

## Personalidades
- Ibrajim Tsei (1890-1936), escritor adigué.

## Transporte
Cuenta con una estación en el ferrocarril del Cáucaso Norte.